# Стјепан Шуљага
Стјепан Шуљага Грмољез (16. фебруар 1719 — 31. март 1790) био је књижевник, мецена, полиграф, песник, аутор бројних теоријских расправа о позоришту из Дубровачке републике. Присталица Голдонијевих реформи италијанског театра. Писао је полемичке текстове о светом Павлу.